# Det Som Engang Var
Det Som Engang Var (з норв. те, що колись було) — другий студійний альбом норвезького блек-метал-гурту Burzum. Записаний у квітні 1992 та виданий у серпні 1993 року лейблом Cymophane Productions.

## Список композицій
Автор музики і слів Count Grishnackh. 
| #  | Назва                                                | Тривалість |
| -- | ---------------------------------------------------- | ---------- |
| 1. | «Den onde kysten» («Берег зла»)                      | 2:20       |
| 2. | «Key to the Gate» («Ключ від воріт»)                 | 5:14       |
| 3. | «En ring til aa herske» («Один Кільце, щоб правити») | 7:10       |
| 4. | «Lost Wisdom» («Втрачена мудрість»)                  | 4:38       |
| 5. | «Han som reiste» («Той, хто подорожував»)            | 4:51       |
| 6. | «Naar himmelen klarner» («Коли небо очищується»)     | 3:50       |
| 7. | «Snu mikrokosmos tegn» («Поверни знак мікрокосму»)   | 9:36       |
| 8. | «Svarte troner» («Чорні трони»)                      | 2:16       |

## Учасники запису
- Count Grishnackh — всі інструменти, продюсинг;
- Pytten (Ейрик Гуннвін) — продюсинг;